# Шкала Хаунсфилда
Шкала Хаунсфилда — количественная шкала рентгеновской плотности (радиоденсивности).  

## Определение
Шкала единиц Хаунсфилда (денситометрических показателей, англ. HU) — шкала линейного ослабления излучения по отношению к дистиллированной воде, рентгеновская плотность которой была принята за 0 HU  (при стандартных давлении и температуре).  
Для материала X с линейным коэффициентом ослабления {\displaystyle \mu _{X}}, величина HU определяется по формуле 
{\displaystyle {\frac {\mu _{X}-\mu _{water}}{\mu _{water}-\mu _{air}}}\times 1000}
где {\displaystyle \mu _{water}} и {\displaystyle \mu _{air}} — линейные коэффициенты ослабления для воды и воздуха при стандартных условиях. Таким образом, одна единица Хаунсфилда соответствует 0,1 % разницы в ослаблении излучения между водой и воздухом, или приблизительно 0,1 % коэффициента ослабления воды, так как коэффициент ослабления воздуха практически равен нулю.
Стандарты, указанные выше, были выбраны для практического применения в компьютерной томографии живых организмов (в том числе человека), т.к. их анатомические структуры в значительной степени состоят из связанной воды.

## Средние денситометрические показатели
| Вещество     | HU          |
| ------------ | ----------- |
| Воздух       | −1000       |
| Жир          | −120        |
| Вода         | 0           |
| Мягкие ткани | +40,0       |
| Кости        | +400 и выше |

## История
Шкала была предложена сэром Годфри Ньюболдом Хаунсфилдом, одним из главных инженеров и разработчиков аксиальной компьютерной томографии. КТ-аппараты стали первыми устройствами, позволяющими детально визуализировать анатомию живых существ в трехмерном виде. С начала 1990-х годов развитие компьютерной технологии позволило разработать 3D-реконструирующее программное обеспечение.
Для сравнения, обычные рентгеновские изображения отражают лишь проекционное наслоение сложных анатомических структур, то есть их суммационную рентгеновскую тень. 

см. также Взаимодействие рентгеновского излучения с веществом